# James Bulwer
Pour les articles homonymes, voir Bulwer.
Le révérend James Bulwer est un collectionneur, un naturaliste et un conchyliologiste britannique, né le 21 mars 1794 à Aylsham, Norfolk et mort le 11 juin 1879.

## Biographie
Il fait ses études au Jesus College de l’université de Cambridge. Durant ses études, il prend des leçons de dessin auprès du peintre de paysage John Sell Cotman (1782-1842). Ses intérêts pour les mollusques le conduisent à devenir membre de la Linnean Society of London ; l’un de ses trois parrains n’est autre que William Elford Leach (1790-1836).
En 1818, il devient diacre et en 1822 prêtre. En 1823, il reçoit la cure de Booterstown à Dublin, part à Bristol en 1831 et à la chapelle St James de Piccadilly. Il voyage plusieurs fois en Espagne, au Portugal et dans l’archipel de Madère, parfois en compagnie du philosophe et voyageur Sir Alfred Comyn Lyall (1835-1911).
Au printemps de 1825, Bulwer récolte un spécimen d’une pétrel inconnue à Madère. Elle est décrite par Sir William Jardine (1800-1874) et Prideaux John Selby (1788-1887) en 1828 qui lui dédie le genre Bulweria et cette espèce Bulweria bulwerii ou pétrel de Bulwer.
Bulwer quitte Londres en 1839 et retourne dans le Norfolk où il devient curé de Blickling puis d’Hunworth. Il renoue avec J.S. Cotman lorsque plusieurs de ses fils entre au King's College School de Wimbledon. Ses descriptions de l’Espagne et de Madère inspirent à plusieurs occasions Cotman.

## Source
- Barbara Mearns et Richard Mearns (1988). Biographies for Birdwatchers: The Lives of Those Commemorated in Western Palearctic Bird Names, Academic Press (Londres) : 490 p.  (ISBN 0-12-487422-3)